# Cristian Roldan
Cristian Roldan (sinh ngày 3 tháng 6 năm 1995) là một cầu thủ bóng đá chuyên nghiệp người Mỹ thi đấu ở vị trí tiền vệ cho câu lạc bộ Seattle Sounders FC tại giải bóng đá nhà nghề và đội tuyển quốc gia Hoa Kỳ.